# Straight Outta Compton (canción)
«Straight outta Compton» (en español, Salidos directamente de Compton) es una canción del grupo de hip hop estadounidense N.W.A. Fue lanzada el 10 de julio de 1988 como sencillo principal de su álbum debut del mismo nombre. También aparece en el álbum Greatest Hits de NWA con una mezcla extendida y en The Best of N.W.A.: The Strength of Street Knowledge. La canción samplea «You'll Like It Too», de Funkadelic; «West Coast Poplock», de Ronnie Hudson and the Street People; «Get Me Back on Time, Engine No. 9», de Wilson Pickett; « Amen, Brother», de The Winstons, y «One for the Treble» de Davy DMX. Fue votada en el puesto 19 en las 100 mejores canciones de rap de About.com, y ocupa el puesto número 6 en las 100 mejores canciones de hip hop de VH1.
En 2015, «Straight outta Compton» debutó en el puesto 38 del Billboard Hot 100 en la edición del 5 de septiembre de 2015 como resultado de los recientes lanzamientos de la película sobre el grupo del mismo nombre y del álbum Compton, de Dr. Dre. Fue el debut más alto en la lista esa semana. Esta se convirtió en la primera canción que ingresó en el Top 40 del grupo, en gran parte debido a la falta de difusión radial de sus trabajos, puesto que N.W.A. fue prohibida en muchas estaciones de radio en la década de 1980. La banda recién logró ingresar en las listas 26 años después de su primer lanzamiento y 24 años después de que el grupo se disolvió originalmente. En 2021, Rolling Stone incluyó la canción en el puesto 248 en su lista actualizada de las 500 mejores canciones de todos los tiempos.

## Contenido
«Straight outta Compton» es una canción de hip hop. El grupo N.W.A. proviene de Compton, en el sur de California. El verso inicial es rapeado por Ice Cube. MC Ren entrega el segundo verso y Eazy-E el tercer verso. Dr. Dre hace la introducción y presenta el verso de Eazy E. Eazy-E también presenta el verso de MC Ren.

## Homenajes
Los raperos hacen referencia con bastante frecuencia a la canción, especialmente al verso de Ice Cube, y no pocas veces lo hace el propio Cube. En la canción «Compton» de The Game, dice Nigga, I'ma keep on stompin', comin' straight outta Compton («Negro, seguiré pisando fuerte, saliendo directamente de Compton»).

## Video musical
El vídeo, dirigido por Rupert Wainwright, presenta a Dr. Dre, Ice Cube, Eazy-E, MC Ren, Krazy Dee y DJ Yella. El vídeo muestra al grupo caminando y posando por varios puntos de la ciudad de Compton. Ice Cube y Ren son perseguidos por la policía durante sus versos, arrestados y puestos en una camioneta de detención. El verso de Eazy-E lo muestra viajando junto a la camioneta en un convertible, gritándole al conductor que lo ignora. Cuando la furgoneta sale del barrio, los vecinos le lanzan piedras. En la versión limpia del video, las malas palabras son editadas de las letras de las voces de los raperos, incluidas palabras como «fuck» cambiadas por «get» de vez en cuando también con palabras diferentes. Se emitió por primera vez en mayo de 1989.

## Arte de la cubierta
La imagen de portada para las portadas del sencillo y maxisencillo «Straight Outta Compton», conocida como The Bleacher Shot, fue creada por el fotógrafo greco-estadounidense (y autónomo habitual de Priority Records) Ithaka Darin Pappas. La versión en blanco y negro de la imagen utilizada en la portada fue convertida del original en color. La imagen, que no estaba programada para ser utilizada como imagen de portada, se tomó espontáneamente el 14 de marzo de 1989 en MacArthur Park, Los Ángeles, mientras N.W.A. esperaba que un equipo de filmación llegara al parque para entrevistarlos. The Bleacher Shot también se ha utilizado como póster en color para Word Up! y como parte de la ceremonia de incorporación de N.W.A. y el programa impreso oficial de la ceremonia del Salón de la Fama del Rock and Roll 2016 en Brooklyn, Nueva York.

## Listas
| Lista (2011–15)                        | Posición más alta |
| -------------------------------------- | ----------------- |
| Irlanda (IRMA)                         | 63                |
| Reino Unido (UK Singles Chart)         | 66                |
| Estados Unidos (Billboard Hot 100)     | 38                |
| Estados Unidos (Hot R&B/Hip-Hop Songs) | 13                |
| Estados Unidos (Hot Rap Songs)         | 9                 |